# Енджел Маккотрі
Енджел Маккотрі  (англ. Angel McCoughtry, 10 вересня 1986) — американська баскетболістка, олімпійська чемпіонка.

## Виступи на Олімпіадах
| Олімпіада   | Дисципліна | Місце |
| ----------- | ---------- | ----- |
| Лондон 2012 | баскетбол  | 1     |

## Особисте життя
Маккотрі публічно розповіла про свою гомосексуальність в Instagram у 2015 році.